# NGC 5624
NGC 5624 is een spiraalvormig sterrenstelsel in het sterrenbeeld Ossenhoeder. Het hemelobject werd op 9 mei 1887 ontdekt door de Amerikaanse astronoom Lewis A. Swift.

## Synoniemen
- UGC 9256
- MCG 9-24-6
- ZWG 273.6
- IRAS 14248+5148
- PGC 51568